# Paralimnophila (Paralimnophila) barockee
Paralimnophila (Paralimnophila) barockee is een tweevleugelige uit de familie steltmuggen (Limoniidae). De soort komt voor in het Australaziatisch gebied.